# Isostigma
Isostigma é um género botânico pertencente à família Asteraceae.